# Addi Schaurer
Adolf „Addi“ Schaurer (* 11. Mai 1912 in Kaiserslautern; † 9. März 1990) war Künstler und Lehrer an der Meisterschule für Handwerker in Kaiserslautern.

## Leben

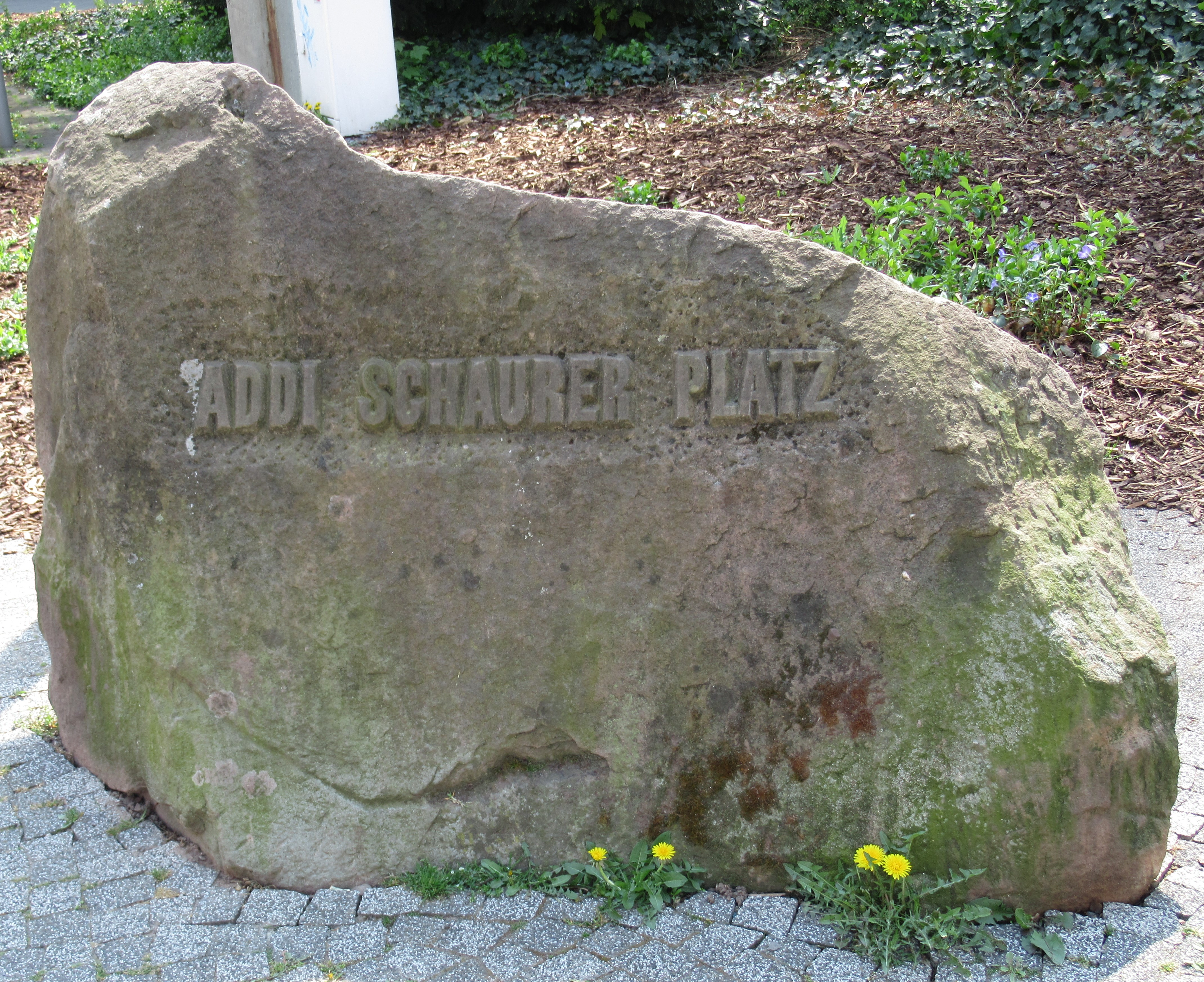
Denkmal am Addi-Schaurer-Platz in Kaiserslautern

Adolf „Addi“ Schaurer wurde als jüngstes der vier Kinder des Postangestellten Johann Baptist Schaurer am 11. Mai 1912 in der Spitalstraße 18 in Kaiserslautern geboren. Die Mutter verstarb in seinem ersten Lebensjahr. Er erlebte zwei Stiefmütter und wurde später von einer Tante vier bis fünf Jahre großgezogen. Kinderlähmung im Alter von drei Jahren führte zu einer bleibenden Gehbehinderung. Er selbst sagte: „Aus dem Manko meiner körperlichen Behinderung übte ich schon früh mein zeichnerisches Talent.“
Wegen seiner körperlichen Beeinträchtigung war Addi Schaurer im Zweiten Weltkrieg nicht Soldat, kam aber als Kriegsfreiwilliger in den Osten. Einige Aquarelle von 1942 stammen aus Charkow. Er war als Künstler bei der Soldatenbetreuung tätig, malte Soldatenheime aus und leitete Kriegsversehrtenkurse in angewandter Malerei.
Beim Fliegerangriff auf die Stadt Kaiserslautern am 28. September 1944 im Bereich des „Kotten“ bei der Apostelkirche kamen der Vater, Geschwister und weitere Verwandte um.
Nach 1945 durfte er zunächst nicht mehr unterrichten und arbeitete als freischaffender Künstler in Trippstadt, bis er später nach Kaiserslautern zurückkehrte und in der Schumannstraße 10 Wohnung und Galerie im zweiten Obergeschoss hatte.
Prof. Wilhelm Weber, ehemaliger Leiter des Museums Pfalzgalerie, beschreibt Addi Schaurer als einen Menschen, den „Menschenfreundlichkeit, Toleranz, herzerfrischende Offenheit und unerschütterlichen Humor“ auszeichnen. In den Laudationen zu seinem 60. Geburtstag sprechen viele von seiner Freundlichkeit, aber auch von seiner Zuverlässigkeit und dem großen Fleiß, mit dem er seine zahlreichen Werke geschaffen hat. Von Seiten der Meisterschule für Handwerk werden ihm besondere pädagogische Fähigkeiten attestiert.
Addi Schaurer war mit Charlotte „Lotte“ Schaurer (1913 – 1994) verheiratet. Der Sohn Peter Schaurer war Diplom-Ingenieur, der Sohn Klaus Schaurer Architekt und Maler.

## Ausbildung und Beruf
Seine 4-jährige Ausbildung als Bau- und Dekorationsmaler an der Meisterschule für Handwerk in Kaiserslautern (1927–1931) absolvierte Addi Schaurer bei Heinrich Buchenberger, Heinz Hessling und Adolf Straub. Er beendete die Ausbildung als bester Schüler mit Auszeichnung und erhielt als Anerkennung seiner Leistungen 250 Reichsmark. Das Geld reichte zu einer Reise in das Deutsche Museum nach München, die Erfüllung eines lang gehegten Herzenswunsches. Der Gesellenprüfung als Maler folgte die Gesellenprüfung als Schriftenmaler. Seine Gesellenzeit verbrachte er in verschiedenen Betrieben, später legte er die Meisterprüfung ab.
Von 1933 bis 1935 besuchte Addi Schaurer die Kunstgewerbeschule in München mit den Fächern Malerei, Sgraffito und Kunst am Bau, abends belegte er Kurse an der Akademie für angewandte Künste wie Akt- und Tierzeichnen.
1935 kehrte er nach Kaiserslautern zurück und belegte Kurse an der Meisterschule für Handwerk bei Adolf Straub, Hans Dietrich, Robert Schwend und Hermann Graf. Bereits zwei Jahre später, 1937, übernahm er einen Lehrauftrag an der Meisterschule für Handwerker in Kaiserslautern.
Nach dem Zweiten Weltkrieg kehrte Addi Schaurer 1950 als Lehrer an die Meisterschule für Handwerk in Kaiserslautern zurück und unterrichtete in der Malerabteilung. Insgesamt lehrte er dort 40 Jahre. Nebenbei unterrichtete Addi Schaurer seit 1951 mit Lehrauftrag auch an der Ingenieurschule für Bauwesen, der heutigen Hochschule Kaiserslautern, sowie an der Berufsschule das Freihandzeichnen, gestaltendes Zeichnen und Schriften. Insgesamt bildete er über 5000 Auszubildende und angehende Ingenieure aus.
Ehrenamtlich arbeitete Addi Schaurer im Vorstand der Vereinigung Pfälzer Kunstfreunde.

## Künstlerische und Kunsthandwerkliche Arbeiten
Bekannt geworden ist Addi Schaurer vor allem durch seine Aquarelle und Zeichnungen. In ihnen hält er die Atmosphäre des Augenblicks in den Landschaften der Haardt, des Pfälzerwaldes und des Gebiets rund um den Donnersberg fest. Einen Einblick in diese Werke bietet die von ihm veröffentlichte Werkmappe „Beiderseits der Kaiserstraße: mit dem Zeichenstift im Landkreis Kaiserslautern“ sowie Ausstellungskataloge des Museums Pfalzgalerie.
Spätere Reisen von Frankreich bis Polen, von Norwegen bis in den Senegal weiten seinen Blick und erweitern seine Farbpalette. Es gelingt Addi Schaurer, in seinen Werken „die poetische Substanz des gewählten Motives sichtbar zu machen“. „Dazu kommt die Befähigung, die Farbe zum Ausdruckträger seiner ihn bewegenden Gefühle zu machen und aus der Farbe heraus den Bildraum zu formen, aber ebenso die dekorative Wirkung mittels Farbe in der Fläche zu gestalten.“ Dabei legt er Wert „auf den harmonischen Zusammenklang der Farben“.
Als Schriftenmaler ausgebildet, gestaltet Addi Schaurer Schriftstücke, Schmuckblätter und Urkunden. Unter anderem entwirft er die Kalenderbilder des 1. Jahrgangs der Donnersberg-Jahrbücher 1978 sowie Titelblätter der Jahrgänge 1980 und 1983.
Künstlerische Intuition verbindet sich mit handwerklichem Können in den Wand- und Deckengestaltungen in Form von Wandgemälden, Mosaiken und Sgraffiti in Privathäusern, Gaststätten, Geschäftsräumen sowie Außenfronten und Innenräumen von öffentlichen Gebäuden, unter anderem:
- Wandgemälde Sitzungssaal Rathaus der Verbandsgemeinde Kusel
- Wandgemälde im Sitzungssaal der Handwerkskammer Kaiserslautern
- Wandmalerei am Altstadthotel, Steinstraße, Kaiserslautern
- Wandmalerei „Kutschfahrt“, Gaustraße Ecke Am Gottesacker, Kaiserslautern
- Wandmalereien in der Husterhöhschule Pirmasens
- Ausmalung im Waisenhaus Pirmasens, heute Diakonie-Zentrum
- Sgraffito „Lebenskampf und Gastlichkeit“ am ehemaligen französischen Casino, Am Altenhof Kaiserslautern
- Sgraffito „Geschichte des Kolbenhofes“, Kolbenstraße Kaiserslautern
- Wandmosaik „Metzgerturm und Stadtmauer“, Salzstraße, Turnhalle des Gymnasiums am Rittersberg, Kaiserslautern
- Wandmosaik „Sonne und Mond mit vier Tierkreiszeichen“, im Dunkeltälchen 41, Kaiserslautern
- Glasfenster und Wandmalerei in der Aussegnungshalle von Kaiserslautern-Morlautern und von Oberotterbach sowie Glasfenster und Deckenbilder in der Aussegnungshalle von Miesau

## Ausstellungen
- 1967 Ausstellung in der Landesregierung Mainz und den Bezirksregierungen Trier und Neustadt a.d.W.
- 1972 Ausstellung im Museum Pfalzgalerie anlässlich des 60. Geburtstags
- Mai 1982 Ausstellung zum 70. Geburtstag in der Kundenhalle der Kreissparkasse Kaiserslautern
- 1991 Ausstellung „Noch einmal die Bilder meines Vaters“ 1991, kuratiert von Klaus Schaurer in Kaiserslautern, weitere Stationen bis Passau
- Teilnahme an Jahresausstellungen der Arbeitsgemeinschaft Pfälzer Künstler APK und an Gruppenausstellungen im Museum Pfalzgalerie in den Jahren 1976, 1977, 1980
- Beteiligung an Landesausstellungen bildender Künstler

## Ehrungen
- Die Vereinigung der Pfälzer Kunstfreunde zeichnete ihn 1987 mit dem Kunstpreis und der Picasso-Medaille aus.
- 1972 wurde Schaurer mit dem Wachsabdruck des Barbarossasiegels geehrt.
- Des Weiteren benannte die Stadt Kaiserslautern postum einen Platz in der Nähe des Hauses Schumannstraße 10 „Addi-Schaurer-Platz“.⊙[20]